# Предъявление для опознания

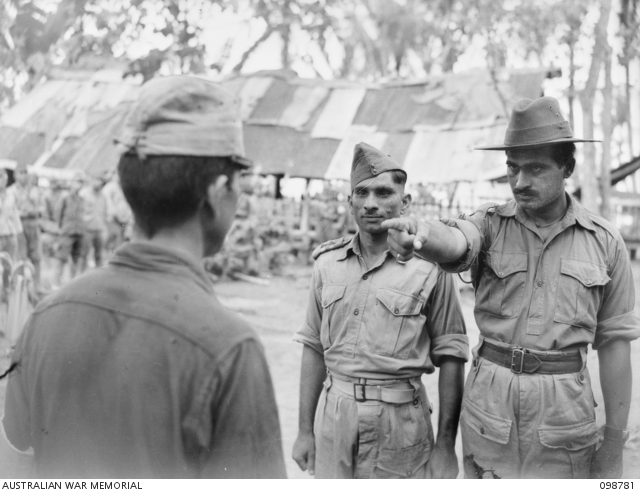
Опознание подозреваемых в военных преступлениях по итогам Второй мировой войны. Новая Гвинея, 1945

Предъявление для опознания, опознание — процессуальное действие (ст.193, 289 УПК РФ), состоящее в предъявлении в ходе предварительного расследования либо судебного следствия свидетелю, потерпевшему, подозреваемому или обвиняемому (подсудимому) в установленном уголовно-процессуальном порядке какого-либо объекта (или его отображения) для установления тождества или различия с ранее им воспринимаемым объектом в связи с расследуемым событием.
Объектом опознания может быть как предмет, так и человек. Этот человек (предмет) предъявляется для опознания вместе с другими лицами (предметами), по возможности внешне сходными с ним, общее число которых должно быть не менее трех, за исключением опознания трупа. Опознание предметов и трупа проводится с участием понятых. При невозможности предъявления лица (предмета) опознание может быть проведено по его фотографии, предъявляемой одновременно с фотографиями других лиц (предметов), внешне сходных с опознаваемым. Количество фотографий должно быть не менее трех.
Прежде чем предъявить опознающему лицо (предмет) для опознания, он предварительно должен быть допрошен об обстоятельствах, при которых ему пришлось наблюдать соответствующее лицо (предмет), а также относительно тех примет и особенностей, по которым можно произвести опознание.
О предъявлении для опознания составляется протокол.
В целях обеспечения безопасности опознающего опознание может быть проведено в условиях, исключающих визуальное наблюдение опознающего опознаваемым. Для этого применяется окно с односторонней видимостью.